# Germaneno
Germaneno é um material constituído por uma única camada de átomos de germânio. O material é criado por um processo semelhante ao do siliceno e do grafeno, em que alto vácuo e a alta temperatura são utilizados para depositar uma camada de átomos de germânio num substrato. Filmes finos de alta qualidade de germaneno revelaram cristais bidimensionais incomuns, com novas propriedades eletrônicas, especialmente adequados para aplicações em dispositivos semicondutores e na pesquisa de ciência dos materiais.

## Preparação e estrutura
Em Setembro de 2014, G. Le Lay e outros relataram a deposição de um único átomo de espessura, em um filme ordenado de multi-fase bidimensional através de epitaxia de feixe molecular sobre uma superfície de ouro formando uma estrutura de cristal com os índices de Miller (111). A estrutura foi confirmada pormicroscopia de varredura de tunelamento (STM), revelando uma estrutura de favo de mel quase plana.
We have provided compelling evidence of the birth of nearly flat germanene—a novel, synthetic germanium allotrope which does not exist in nature. It is a new cousin of graphene.

Temos fornecido muitas evidências do nascimento do quase plano germaneno - uma novidade, um alótropo sintético do germânio que não existe na natureza. É mais um primo do grafeno.Original {{{{{língua}}}}}:  New Journal of Physics— Guy Le Lay da Aix-Marseille University
A confirmação adicional foi obtida por medição espectroscópica e cálculos da teoria funcional da densidade. O desenvolvimento de alta qualidade e de filmes  praticamente planos com um único átomo criou a especulação de que o germaneno pode substituir o grafeno ou apenas adicionar mais uma alternativa para as novas propriedades de nanomateriais relacionados.
A técnica para fazer germaneno sobre um substrato de ouro a baixas temperaturas usa a cristalização núcleo-controlada e induzida pelo ouro.  Com base nas observações da Microscopia STM e cálculos da teoria funcional da densidade, a deposição de uma forma aparentemente distorcida de germaneno foi relatada sobre a platina. O crescimento epitaxial de cristais de germaneno em GaAs (100) também foi demonstrado e os cálculos sugerem que as interações mínimas permitirão que o germaneno seja facilmente removido do substrato.
A estrutura do germaneno é descrita como "um grupo-IV bidimensional semelhante ao grafeno preso em uma nanofolha". A adsorção de germânio adicional sobre a folha semelhante ao grafeno leva à formação de unidades de "halteres", cada um com dois átomos fora do plano do germânio, um de cada lado do plano. Os halteres se atraem uns aos outros. Os arranjos periódicos repetitivos das estruturas de halteres podem levar a fases adicionais estáveis do germaneno, com propriedades  eletrônicas e magnéticas salteradas.

## Propriedades
As propriedades eletrônicas e ópticas  do germaneno foram determinadas a partir de cálculos ab initio, e as propriedades estruturais e eletrônicas de primeiros princípios. Essas propriedades fazem o material adequado para uso no canal de um de transistor de efeito campo de alto desempenho e geraram discussão sobre o uso de monocamadas elementais em outros dispositivos eletrônicos. As propriedades eletrônicas dos germaneno são incomuns, e fornecem uma rara oportunidade de testar as propriedades dos Férmions de Dirac. Estas propriedades incomuns geralmente são compartilhados por grafeno, siliceno, germaneno e estanheno.